# Wolfgang Beinert (Theologe)
Wolfgang Beinert (* 4. März 1933 in Breslau, Provinz Schlesien) ist ein deutscher römisch-katholischer Priester, Theologe und Dogmatiker. Er war Lehrstuhlinhaber für Dogmatik und Dogmengeschichte an den Universitäten Bochum (1972–1978) und Regensburg (1978–1998). Beinert ist auch mit Beiträgen zur Mariologie und Ökumenik hervorgetreten. Als akademischer Schüler und langjähriger Weggefährte Joseph Ratzingers und als Beobachter und Kommentator von Selbst- und Fremdwahrnehmung der katholischen Kirche ist Beinert ein über den innerkirchlichen Bereich hinaus geschätzter Gesprächspartner im öffentlichen Diskurs.

## Leben

### Familiärer Hintergrund
Wolfgang Beinert war das älteste Kind der Eheleute Josef Beinert und Veronika geb. Heinisch. Er wuchs mit seinem sieben Jahre jüngeren Bruder Joachim in Breslau auf. Josef Beinert war Zollbeamter (zuletzt Oberzollinspektor) und wurde 1943 nach Graz, dann nach Krainburg (Kranj) versetzt. Nach dem Besuch der Grundschule wechselte Wolfgang Beinert 1943 auf das humanistische Matthias-Gymnasium, doch litt der Unterricht unter den Kriegseinschränkungen. Den Katholizismus seiner Familie beschreibt Beinert als etwas Selbstverständliches, was auch durch die NS-Ideologie nicht in Frage gestellt worden sei. Da die Hitlerjugend in Breslau am Sonntagmorgen große Aufmärsche veranstaltete, an denen der Zehnjährige teilnehmen musste, besuchte er die Frühmesse, um der Sonntagspflicht zu genügen. Josef Engelbert, Pfarrherr zu St. Michaelis, wurde mit seinen Kindermessen für Beinert eine Art geistliche Vaterfigur. Im Januar 1945, gerade als Breslau zur „Festung“ erklärt worden war, floh Veronika Beinert mit den beiden Kindern in die Oberpfalz. Das Gefühl der Heimatlosigkeit, Mangel am Lebensnotwendigen und Ablehnung durch Einheimische prägten die nächsten Monate. Da der Vater 1946 eine Anstellung bei der Oberfinanzdirektion Nürnberg fand, zog Familie Beinert in die schwer zerstörte Großstadt, die Wolfgang Beinert nun als neue Heimatstadt schätzen lernte. Als der Schulbetrieb stockend wieder anlief, besuchte Wolfgang Beinert das Humanistische Gymnasium Fürth, wo er 1952 die Abiturprüfung ablegte. Er war als Gymnasiast, wie schon in Breslau, Ministrant und trat als Siebzehnjähriger der Marianischen Kongregation bei. Der Jesuit Georg Deichstetter wurde sein geistlicher Begleiter. Als er auf dem Weg zu Abiturientenexerzitien an einer gregorianischen Vesper der Priesteramtskandidaten im Bamberger Dom teilnahm, entschloss er sich, Priester zu werden.

### Studium, Promotion, Habilitation
Im Oktober 1952 trat Beinert ins Priesterseminar Bamberg ein. Regens war Johannes Lenhardt, Spiritual der Jesuit Theo Wild. Im Wintersemester 1952/53 begann er mit dem Studium an der Philosophisch-Theologischen Hochschule Bamberg. Die kirchliche Studienordnung sah in den ersten Semestern vor allem philosophische Lehrveranstaltungen vor. Im Herbst 1953 wurde er als Alumnus der Erzdiözese Bamberg nach Rom entsandt, um als Angehöriger des Collegium Germanicum sein Studium der Philosophie und Katholischen Theologie an der Päpstlichen Universität Gregoriana fortzusetzen. Beinert zufolge fand in seinen Studienjahren unter den Dozenten der Gregoriana ein Generationenwechsel statt: „Die jüngeren Professoren … dozierten im wahrsten Sinne unter den Augen des Heiligen Offiziums mit dem strengen Kardinal Alfredo Ottaviani auf der Brücke. Doch mit beherzter Klarheit suchten sie einen ziemlich offenen Dialog mit modernen Strömungen, z. B. philosophisch mit dem Existenzialismus, theologisch mit der historisch-kritischen Bibelexegese. Auch der ökumenische Gedanke fand Eingang in die Gregoriana.“ Das habe zu der schizophrenen Situation geführt, dass die Studenten mehrfach den Antimodernisteneid zu leisten hatten (Beinert selbst neunmal), bei dem sie vieles verdammten, was gerade im Hörsaal unterrichtet worden war; man entledigte sich des Rituals mit großer Geschwindigkeit und unterschrieb danach, den Eid geleistet zu haben.
Beinerts Interesse an einer Dogmatik mit ökumenischer Ausrichtung wurde am Anfang seiner römischen Studienzeit durch einen Vortrag von Thomas Sartory geweckt. Mit dem Ökumeniker der Gregoriana, Jan L. Witte, vereinbarte er das Thema seiner ekklesiologischen Dissertation: Um das dritte Kirchenattribut. Die Katholizität der Kirche im Verständnis der evangelisch-lutherischen und der römisch-katholischen Theologie der Gegenwart. Am 10. Oktober 1959 wurde Beinert vom späteren Kardinal Luigi Traglia in Sant’Ignazio zum Priester geweiht und feierte am folgenden Tag seine Primiz in Santa Balbina. Das Lizentiatenexamen folgte im Juni 1960, im Herbst begann Beinert mit den Vorarbeiten für die Dissertation. Das Zweite Vatikanische Konzil war bereits angekündigt, die Vermutungen gingen dahin, dass die Konzilsdokumente eine Bekräftigung bekannter neuscholastischer Positionen bringen würden. Die ersten Schemata, die bekannt wurden, gingen auch in diese Richtung. Für Beinerts Promotionsthema konnte es schwierig werden, wenn sein Dozent in Fundamentaltheologie, Sebastian Tromp, zum Zweitgutachter bestellt wurde. Tromp war dann aber in der Vorbereitung der Konzilstexte führend tätig und wurde an der Gregoriana durch Francis Sullivan ersetzt. Die 1963 verteidigte Arbeit Beinerts wurde mit Summa cum laude bewertet und mit einer päpstlichen Medaille belohnt – unmittelbar danach, am 1. Juni 1963, trat er eine Stelle als Kaplan in der Pfarrei Ebrach an. Im Folgejahr wechselte er nach Markt Schnaittach und dann nach Nürnberg (Pfarrei Herz Jesu).
Im Frühsommer 1966 sprach Beinert bei Joseph Ratzinger vor, der die Dogmatikprofessur an der Katholisch-Theologischen Fakultät der Universität Tübingen innehatte, und bat ihn, seine Habilitation zu betreuen. Ratzinger war einverstanden und gab ihm das Thema vor: Die Kirche, Gottes Heil in der Welt. Die Lehre von der Kirche nach den Schriften des Rupert von Deutz, Honorius Augustodunensis und Gerhoch von Reichersberg. Ein Beitrag zur Ekklesiologie des 12. Jahrhunderts. Die drei Autoren des 12. Jahrhunderts  vertraten eine als Monastik bezeichnete Alternative zur zeitgenössischen Scholastik, die mit stark biblischem Bezug an Traditionen der Alten Kirche anknüpfte. Gegenüber der Mitte des 20. Jahrhunderts vorherrschenden Neuscholastik war ihre Wiederentdeckung ein interessantes Korrektiv. Beinert zog nach Tübingen und stand in engem Kontakt mit Ratzinger: einerseits beeindruckte ihn, bei fast täglicher Konzelebration, wie Ratzinger Liturgie feierte („die unprätentiöse Frömmigkeit, die fast heitere Disziplin der Gesten, der warme Duktus des Sprechens“), andererseits das Erlebnis seiner „funkelnden Kollegien“, zu denen Studenten von weither anreisten.
Nach Beinerts Einschätzung war die Erfahrung der Studentenrevolution für den bis dahin offenen und modernen Dogmatiker Ratzinger eine Lebenswende. „Ratzinger ist immer ein zarter, geradezu fragiler Mensch gewesen, zurückhaltend, leise, vornehm. Schon die lauten Pöbeleien der Achtundsechziger mussten ihn bis in den Seelengrund erschrecken.“ Beinert wurde 1967 Assistent an der Fakultät, direkt dem Dekan unterstellt, und bot Einführungsveranstaltungen für alle systematischen Fächer an. Als Ratzinger zum Wintersemester 1969/70 einen Ruf an die von Studentenunruhen wenig berührte Universität Regensburg annahm, wurde dem bekannten Tübinger Dogmatiker eine zweite Assistentenstelle zugestanden. So kam Beinert als „ganz normaler Lehrstuhlmitarbeiter“ nach Regensburg.

### Ordinarius für Dogmatik in Bochum und Regensburg
Im Jahr 1971 habilitierte sich Beinert in Regensburg und war einige Monate Universitätsdozent, bevor er 1972 einen Ruf als Wissenschaftlicher Rat und Professor an die Ruhr-Universität Bochum erhielt. Er zog mit seiner verwitweten Mutter nach Weitmar. Während seiner Bochumer Zeit feierte er regelmäßig die Messe in der Heimkehrer-Dankeskirche. Er gehörte zu einem von dem Görlitzer Pfarrer Paul Schimke angeregten deutsch-deutsch-polnischen Theologenkreis.
Von 1978 bis zu seiner Emeritierung 1998 war Beinert Ordinarius für Dogmatik und Dogmengeschichte an der Universität Regensburg. Er zog mit seiner Mutter nach Pentling, einen Vorort von Regensburg, wo er auch in der Pfarrseelsorge tätig war. Allerdings war Beinert nicht, wie oft angegeben, Nachfolger Joseph Ratzingers, sondern Johann Auers. In dieser Zeit gab er das Lexikon der Katholischen Dogmatik heraus, das 1987 erstmals erschien. Pentling war die Gemeinde, die Ratzinger als seine Heimat betrachtete. Der persönliche Kontakt mit seinem ehemaligen Assistenten Beinert diente ihm zum guten Teil dazu, über die Menschen in Pentling informiert zu bleiben.
Im Frühjahr 1991 starb Beinerts Mutter, die zuletzt pflegebedürftig gewesen war und in einem Seniorenheim gelebt hatte. Im darauf folgenden Sommersemester referierte Beinert auf einer Veranstaltung der Katholischen Akademie in Bayern über Fundamentalismus. Piusbruderschaft, Engelwerk und Opus Dei charakterisierte er als „eklatante Beispiele einer integralistischen Weltanschauung unter katholischen Vorzeichen.“ Beinert erklärte sich bereit, die Tagungsbeiträge in Buchform herauszugeben: Ludwig Bertsch (Die Gründung der Priesterbruderschaft St. Petrus – Ausweg oder neue Sackgasse?), Heinrich von Soden-Fraunhofen (Das Engelwerk) und Peter Hertel (Opus Dei). Von Beinert selbst stammten zwei einleitende Beiträge: Was gilt in der Kirche? und Der „katholische“ Fundamentalismus und die Freiheitsbotschaft der Kirche. Dieser Sammelband mit dem Titel „Katholischer“ Fundamentalismus – Häretische Gruppen in der Kirche? wurde abgerundet durch einen der letzten Aufsätze Hans Urs von Balthasars: Integralismus heute. Gerhard Ludwig Müller, der das Buch 1992 für die Münchener Theologische Zeitschrift rezensierte, urteilte: „Wer sich auf einem hohen theologischen Niveau mit dem Thema beschäftigen will, wird gern zu diesem vorliegenden Band greifen und danach in dieser oder in jener Richtung mit dem Fundamentalismus ein für allemal fertig sein.“ Beinert sah sich nach Erscheinen des Sammelbands einer „breit angelegten Kampagne“ des Opus Dei gegen seine Person ausgesetzt.

### Nach der Emeritierung
Nach Ratzingers Weggang aus Regensburg hatte sich dort ein Kreis seiner akademischen Schüler konstituiert, der sich jährlich zu mehrtägigen wissenschaftlichen Symposien mit ihm traf. Nachdem er Papst geworden war, lud Ratzinger diesen Schülerkreis, zu dem auch Beinert gehörte, regelmäßig nach Castel Gandolfo ein; die Begegnung mit dem einstigen Lehrer war Höhepunkt des dortigen Tagungsprogramms. Beinert nahm von Castel Gandolfo den Eindruck mit, dass der Papst, ständig von zahlreichen Menschen umgeben, immer in Distanz zu ihnen bleibe und sehr einsam sei. Mit zunehmendem Alter dieser Schülergeneration konstituierte sich ein weiterer, jüngerer Schülerkreis des nunmehrigen Papstes Benedikt XVI. „Mittlerweile haben sich auch theologische Differenzen zwischen den beiden Zirkeln gezeigt. Die Jüngeren fahren einen sehr konservativen Kurs, während sich die eigentlichen Schüler etwas von der früheren Liberalität Ratzingers bewahrt haben.“
Gemeinsam mit dem Leipziger evangelisch-lutherischen Dogmatiker Ulrich Kühn erarbeitete Beinert in den 2000er Jahren eine Ökumenische Dogmatik. Mit Ausnahme der Ekklesiologie teilten sie die klassischen dogmatischen Traktate untereinander auf und ließen sie dann von dem Kollegen gegenlesen. „Die Fragestellung lautete: Kann ich als Katholik/Lutheraner mit dem übereinstimmen, was der Kollege lehrt? Es stellte sich heraus, dass solches jedenfalls in dem Umfang möglich war, dass zwar ein kirchenunterscheidender, doch nicht ein kirchentrennender Dissens ausgemacht werden kann.“ Bei der Ekklesiologie war diese Vorgehensweise nicht möglich, sie erwies sich als der Bereich, in dem der Dissens beider Konfessionen grundsätzlicher Art ist. Verzögert durch Kühns schwere Krankheit, erschien das für 2008 terminierte Werk erst 2013.
Im Jahr 2014 erschien die Autobiografie der ehemaligen Ordensfrau Doris Reisinger, welche ihre Missbrauchserfahrungen in der Geistlichen Familie „Das Werk“ (FSO) beschreibt. Beinert verfasste dazu das Geleitwort. Daraufhin kündigte ihm Benedikt XVI. mit einem maschinengeschriebenen Brief die Freundschaft auf. Beinert entschied sich, dies zu ignorieren und schickte bei nächster passender Gelegenheit seine Glückwünsche, worauf Benedikt XVI. in gewohnt freundlicher Weise antwortete. Beinert mutmaßte, der schroffe Brief sei nicht von ihm, von jemandem im nächsten Umfeld des Papa emeritus verfasst worden.

## Werk

### Um das dritte Kirchenattribut (1964)
Die ekklesiologische Dissertation Beinerts wurde von Karl Gerhard Steck 1967 für die Theologische Rundschau rezensiert. Schon im einleitenden geschichtlichen Durchgang, der von der Alten Kirche bis zum Ausgang des Mittelalters führt und dann die unterschiedliche Weiterentwicklung in Luthertum und tridentinischem Katholizismus behandelt, stoße Beinert auf das Grundproblem: „Die Ekklesiologie der Wesenskirche fordert eine gewisse Relativierung gegenüber dem eigenen Kirchentum; der Wahrheitsanspruch der evangelischen Lehre drängt zur Verabsolutierung der Kirche, in der sie recte et pure vorgetragen wird“ – so das Dilemma des Luthertums zu allen Zeiten. Der römische Katholizismus entgehe diesem Dilemma aber nur dadurch, dass er anderen Konfessionen das Kirche-Sein abspreche. Im zweiten Band des Werks vertritt Beinert ein exklusives Verständnis der Katholizität. „Denn ‚die Kirche selbst ist das Heil‘ (S. 544), und zwar die römische Kirche. So kommt es zu den schroffsten Absagen an die Reformation und an die Idee einer evangelischen Katholizität.“ Beinert formulierte: „Finden sich … Werte außerhalb der römisch-katholischen Kirche, so folgt daraus zweierlei: weil die Fülle exklusiv ist, sind solche Werte nicht legitime Werte jener dissidenten Gemeinschaften, sondern der einzig wahren Kirche. Sie sind und bleiben unveräußerlich (römisch-)katholische Sakramente, Charismen, Gnadengaben, Wahrheiten, die ihre Berechtigung, ihren Heilscharakter, ihren mittlerischen Ursprung einzig und allein von dort haben. Ferner: weil die Fülle unteilbar ist, sind jene Werte außerhalb der katholischen Kirche verstümmelte Bruchstücke.“ Steck zog das Fazit, dass die Idee der Katholizität, so wie Beinert sie verstehe, zum „Machtinstrument sondergleichen“ werde. Gegenüber Beinerts Dissertation bedeute das Zweite Vatikanische Konzil mit seinen Aussagen zum Ökumenismus einen erheblichen Fortschritt.

### Handbuch der Marienkunde (1984)
Hans Düfel rezensierte das von Beinert zusammen mit Heinrich Petri herausgegebene mariologische Handbuch 1988 für die Theologische Rundschau. Er zeichnete das Erscheinen dieses Kompendiums in den Kontext wachsender römisch-katholischer Marienverehrung ein, die ihren Ausgangspunkt 1974 mit der Proklamation Mariens als „Mutter der Kirche“ am Ende der dritten Session des Zweiten Vatikanischen Konzils genommen habe. Die folgende Exhortatio Papst Pauls VI. Marialis cultus sollte, so Beinert, „nach der mariologischen Erneuerung die marianische Reform in Gang bringen.“ Beinert selbst leistete mit der Publikation Maria heute ehren (1977) dazu seinen Beitrag. Im Handbuch der Marienkunde übernahm Beinert das Kapitel Die mariologischen Dogmen und ihre Entfaltung. Er unterschied zwei Perioden der Mariologie. Die erste sei die mittelalterliche Privilegien- und Herrlichkeiten-Mariologie mit ihrem Motto, dass Maria nicht genug gepriesen werden könne (De Maria numquam satis). Die zweite Blütezeit der Mariologie sei das „marianische Jahrhundert“ (etwa 1854 bis 1958), das identisch sei mit der Amtszeit der pianischen Päpste von Pius IX. bis Pius XII. Beinerts Beitrag bietet darüber hinaus eine „theologische Entfaltung der Maria betreffenden dogmatischen Definitionen“ und nennt hier: „Maria und die Trinität“, „Maria als Typus der Kirche“, „Maria und die Schöpfung“, „Maria im Geschehen der Erlösung“ und „Maria als solidarische Frau“.

### Lexikon der katholischen Dogmatik (1987)
Lothar Lies rezensierte das von Beinert herausgegebene Dogmatik-Lexikon 1988 in der Zeitschrift für katholische Theologie. Die einzelnen Lexikoneinträge sind elf Traktaten zugeordnet, wobei Beinert selbst für den Traktat Theologische Erkenntnislehre verantwortlich war. Der Aufbau jedes Lexikonartikels folgt dem gleichen Schema: 1. Biblische Grundlagen, 2. Dogmengeschichtlicher Aufriss, 3. Lehramtliche Aussagen, 4. Ökumenische Perspektiven, 5. Theologische Erläuterung. Dank der wenigen Mitarbeiter und Beinerts Beitrag sei ein Lexikon „aus einem Guß, objektiv, solid und ohne ungedeckte Spekulationen“ entstanden. Verglichen mit dem von Karl Rahner herausgegebenen Dogmatik-Lexikon Sacramentum Mundi sei es ausgewogener, ruhiger und vertrete theologiepolitisch eine Position der Mitte.

## Rezeption
In der Presse wird Wolfgang Beinerts Lebenswerk sehr unterschiedlich bewertet. Während ihn etwa die österreichische Wochenzeitung Die Furche als „Altvorderen der Theologie“ ansieht und ihn das Kölner Domradio als „renommierten Theologen“ bezeichnet, kritisiert ihn Marco Reisfeldt in der konservativ-katholischen Zeitung Die Tagespost als „geschmeidige theologische Nebelmaschine und routinierten kirchenpolitischen Sprechautomat“ sowie „Konjunkturritter, der es stets verstand, sich dem jeweils bestehenden theologischen und kirchenpolitischen System anzuschließen, um selber medial glänzend dazustehen“.

## Veröffentlichungen (Auswahl)

### Monografien
- Um das dritte Kirchenattribut. Die Katholizität der Kirche im Verständnis der evangelisch-lutherischen und römisch-katholischen Theologie der Gegenwart (= Koinonia, 5). Ludgerus, Essen 1964.
  - Band 1: Katholizität in der Geschichte der Theologie
  - Band 2: Katholizität in der römisch-katholischen Theologie
- Heute von Maria reden? Kleine Einführung in die Mariologie. Herder, Freiburg im Breisgau 1973.
- Sprache und Erfahrung als Problem der Theologie. Schöningh, Paderborn 1978.
- als Hrsg.: Hilft Glaube heilen? (= Schriften der Katholischen Akademie in Bayern. Band 119). Patmos Verlag, Düsseldorf 1985.
- Unsere Liebe Frau und die Frauen. Herder, Freiburg im Breisgau 1989, ISBN 3-451-21461-X.
- Maria. Spiegel der Erwartung Gottes und der Menschen. Pustet, Regensburg 2001, ISBN 3-7867-8407-8.
- Kann man dem Glauben trauen? Grundlagen theologischer Erkenntnis. Pustet, Regensburg 2004, ISBN 3-7917-1934-3.
- Dem Ursprung Zukunft geben. Autobiografische Skizzen. Pustet, Regensburg 2022, ISBN 978-3-7917-3360-9.

### Artikel
- Die Enzyklika „Mysterium Fidei“ und neuere Auffassungen über die Eucharistie. In: Theologische Quartalschrift 147 (1967), S. 159–176. (Digitalisat)
- Dogmatische Überlegungen zum Thema Priestertum der Frau. In: Theologische Quartalschrift 173 (1993), S. 186–204. (Digitalisat)

### Herausgeberschaft
- Mit Heinrich Petri: Handbuch der Marienkunde. Pustet, Regensburg 1984, ISBN 3-7917-0908-9
  - (2., völlig neu bearb. Aufl., 2 Bde., 1996/97, ISBN 3-7917-1525-9 / ISBN 3-7917-1527-5).
- Lexikon der katholischen Dogmatik. Herder, Freiburg im Breisgau 1988, ISBN 3-451-21124-6
  - (zuletzt als 6., völlig neu bearb. Auflage unter dem Titel Neues Lexikon der katholischen Dogmatik ersch., 2012, ISBN 978-3-451-34054-3)
- Vatikan und Pius-Brüder. Anatomie einer Krise. Herder, Freiburg im Breisgau 2009, ISBN 978-3-451-30279-4. Mit Beiträgen von: Wolfgang Beinert, Friedrich Wilhelm Graf, Stephan Haering, Helmut Hoping, Peter Hünermann, Kurt Koch, Joseph A. Komonchak, Gerhard Ludwig Müller, Hermann Josef Pottmeyer, Thomas Rigl, Ludwig Ring-Eifel, Ulrich Ruh und Magnus Striet.